# Saint Andrew (Grenada)
Saint Andrew is een van de zes parishes van Grenada. De hoofdstad is Grenville. De parish telde 26.503 inwoners in 2011.

## Overzicht
Saint Andrew is de grootste parish van Grenada, en heeft de bijnaam "Big Parish". Het bestaat uit de hoofdstad Grenville, en de dorpen Crochu, Marquis, Union, Soubise, Telescope, Paradise, Pearls and La Poterie, Mirabeau, Munich, Grand Bras, Mount Horne, Paraclete and Carriere. Grenville is de tweede stad van Grenada.
Het gebied was oorspronkelijk bewoond door inheemse Cariben. In het begin van de 18e eeuw vestigden de Fransen zich in het gebied en verdreven de inheemsen. In 1722 werd de parish Notre Dame de l’Assomption opgericht, en bevonden zich voornamelijk koffie en suikerrietplantages in het gebied.
Het Grand Etang Lake is een kratermeer in een dode vulkaan. Het meer is ongeveer 15 hectare groot en ligt op een hoogte van 530 meter. Het meer vormt een onderdeel van het wapen van Grenada en het gebied rond het meer is beschermd als het Grand Etang National Park and Forest Reserve.

## Geboren
- Conrad Murray (1953), arts

## Galerij

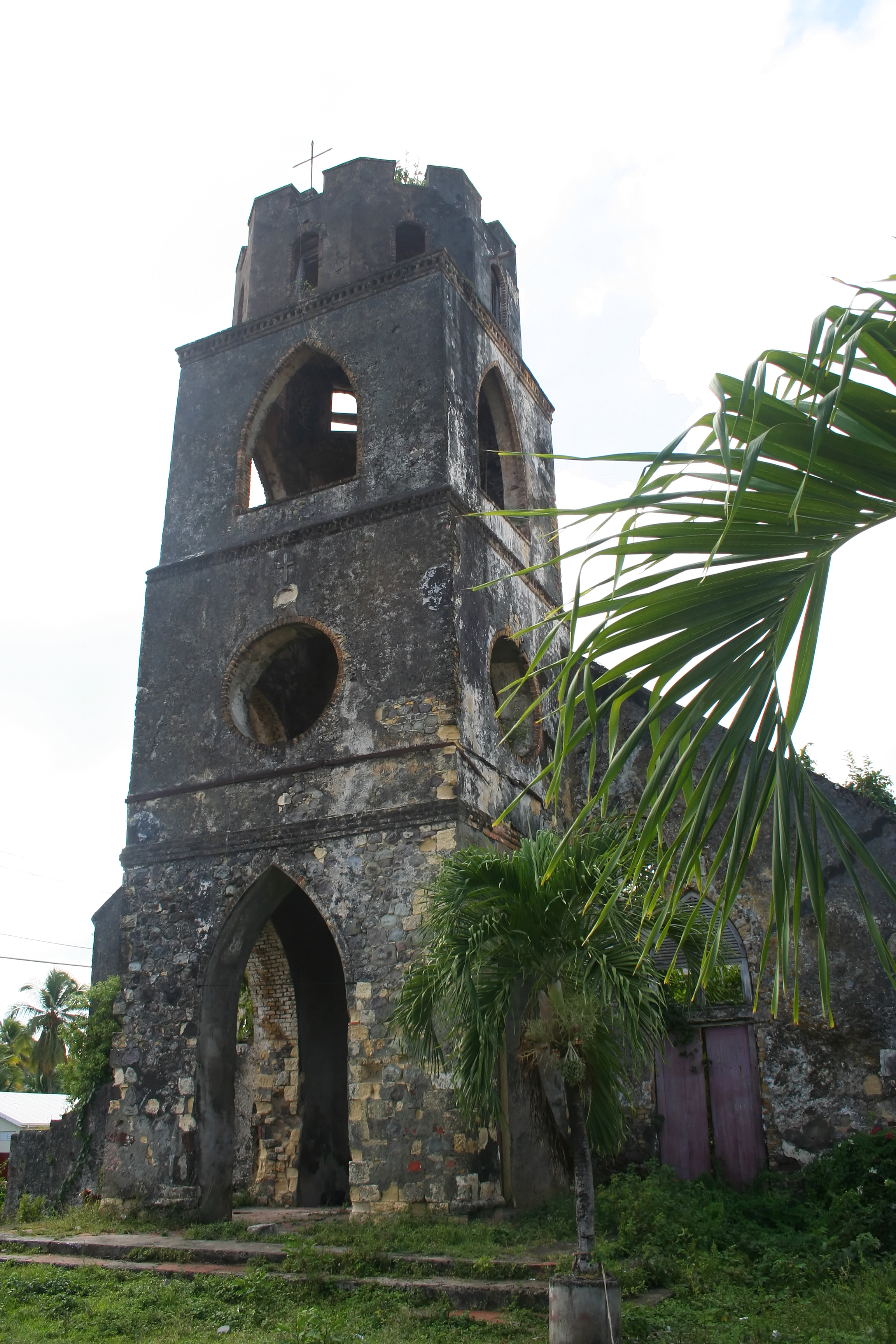
Kerk in Grenville
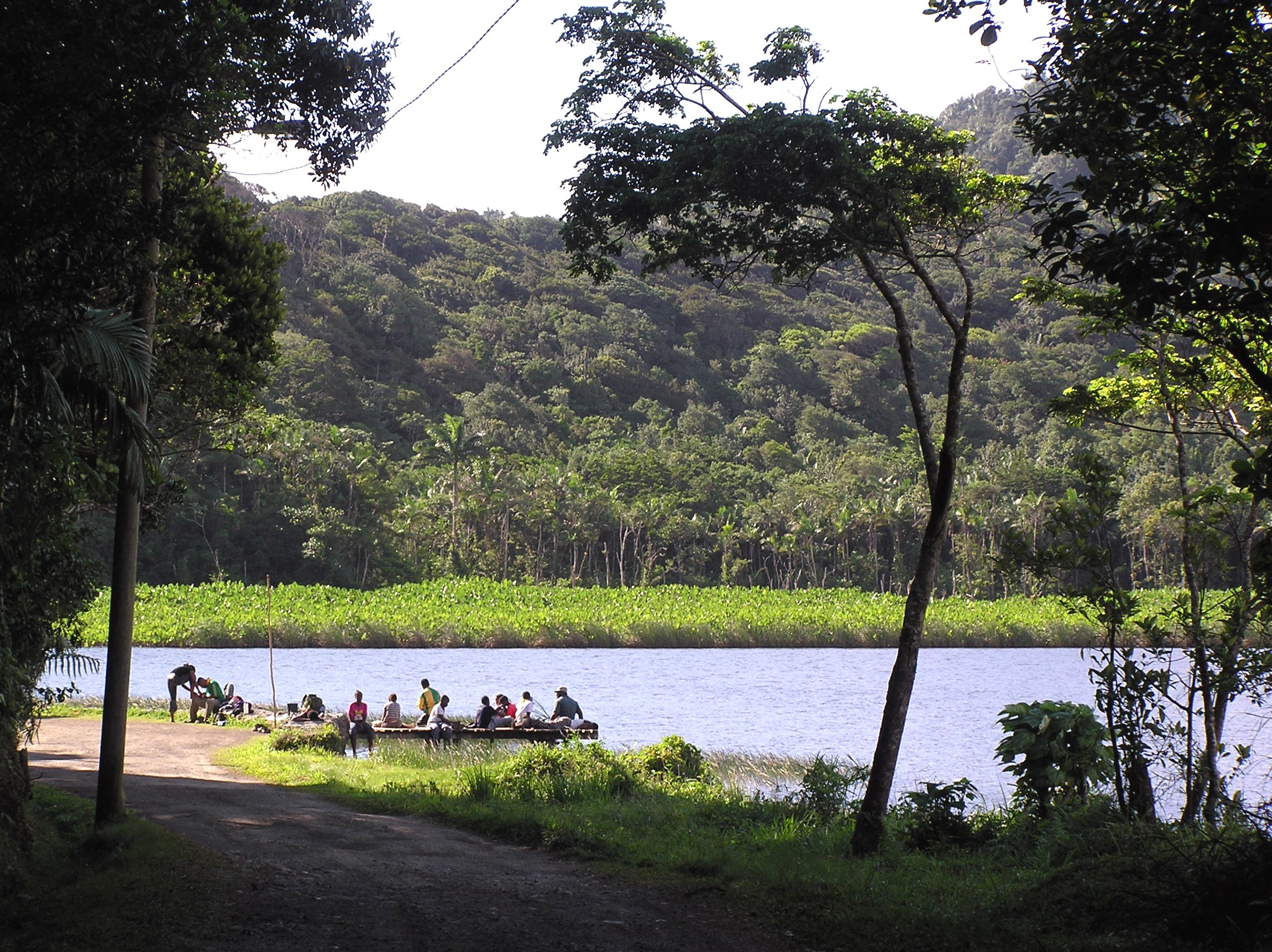
Grand Etang Lake
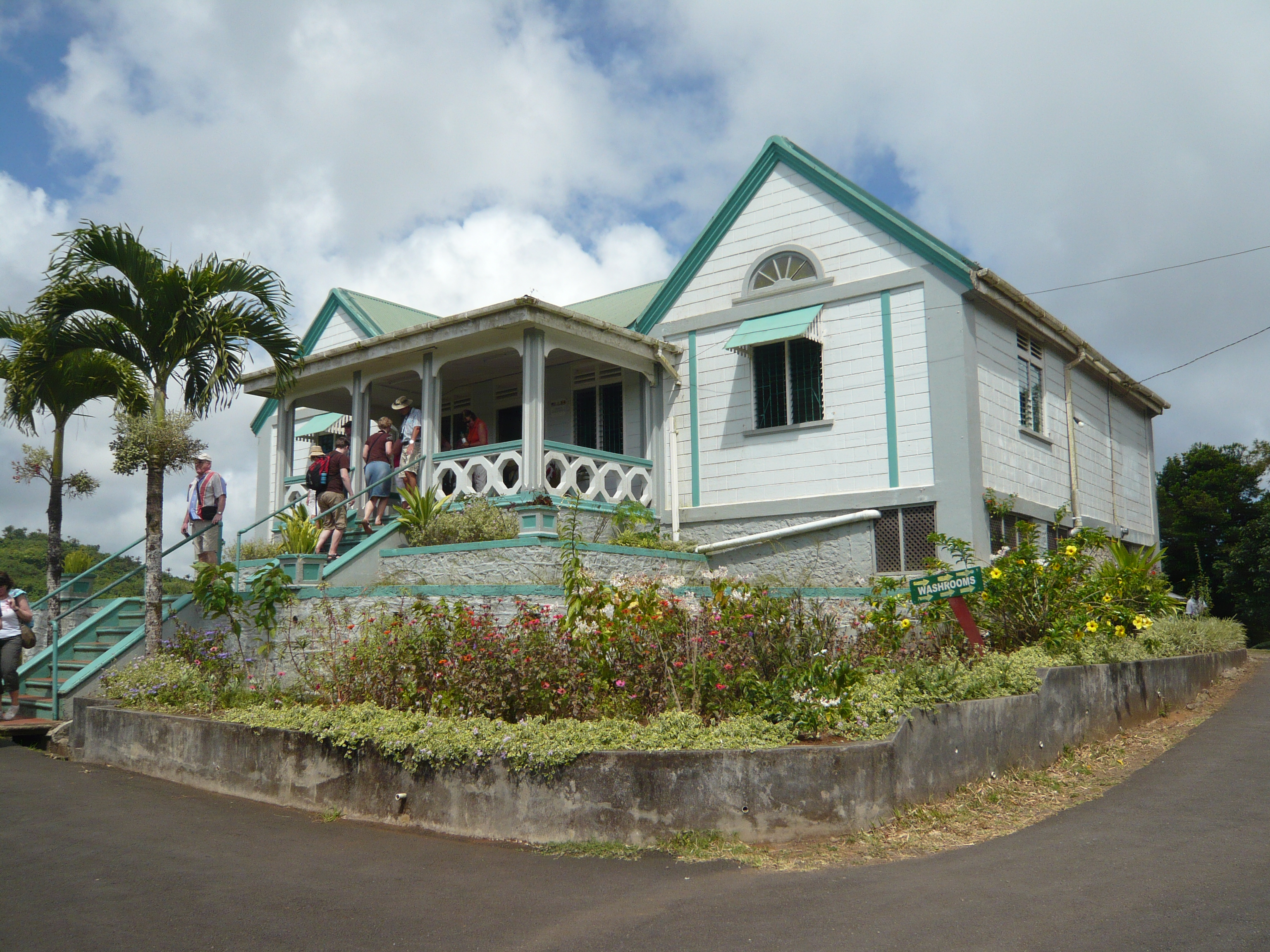
Huis in het natuurreservaat
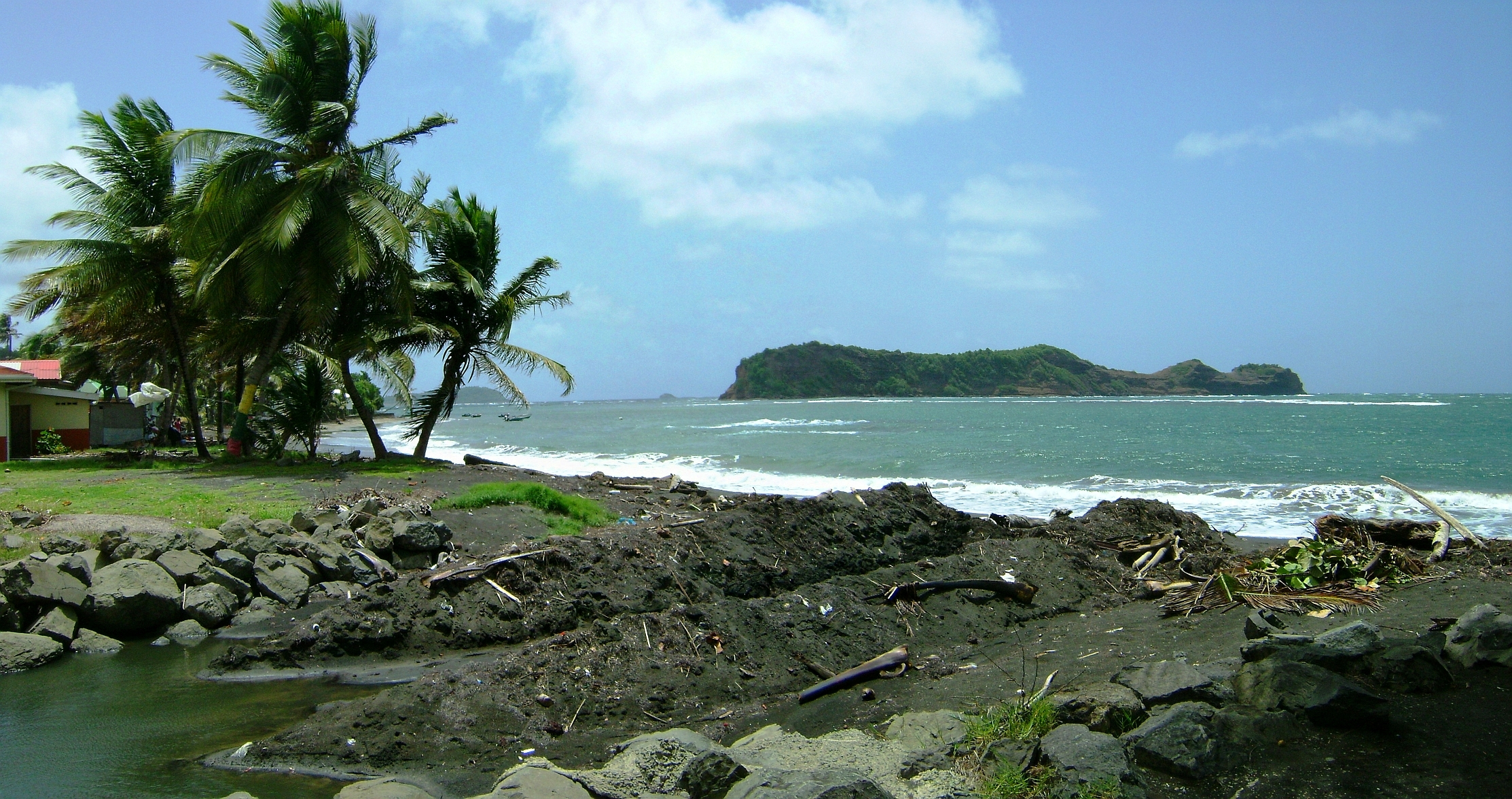
Strand bij St Andrew